# Харченко, Михаил Фёдорович
Михаил Федорович Харченко (1901, Беловоды, Харьковская губерния — 3 июля 1942, Бронебашенная батарея-35, Крымская АССР) — советский военнослужащий, участник Гражданской и Второй мировой войны. Военинженер 3-го ранга, участник обороны Севастополя. Последний командир бронепоезда «Железняков». Погиб в ходе третьего штурма в районе 35-й батареи.

## Биография

### Революция и гражданская война в России
Родился в 1901 году в деревне Беловоды Сумской области. Его отец служил на Императорском Черноморском флоте, поэтому семья переехала в Севастополь. Она поселилась на Корабельной стороне, в Лазаревском переулке. Михаил ушёл работать на Севморзавод, а в 1918 году в составе боевого отряда морзаводцев отправился на войну.
Участник Гражданской войны. Михаил Харченко был пулемётчиком в отряде под командованием А. В. Мокроусова. Красноармеец бронепоезда № 84 «Ураган». Лично встречался с М. В. Фрунзе. В. К. Блюхер подарил ему карманные часы фирмы Павел Буре. Приказом Реввоенсовета РСФСР № 40 за 1922 год за отличие в бою в бою 27 сентября 1920 года под городом Проскуров был награждён орденом Красного Знамени. После окончания Гражданской войны Харченко вернулся в город и принял активное участие в восстановлении родного завода. В 20-е годы М. Ф. Харченко проживал в Севастополе в Лазаревском переулке, работал на Севастопольском заводе 201 в цехе № 13. С 1929 года ходил судовым механиком на судах торгового флота.

### Великая Отечественная война
В годы Великой Отечественной войны был призван в РККФ и аттестован как военинженер 3-го ранга. На Севморзаводе, помимо ремонта кораблей, начали оборудовать бронепоезда. В ноябре с завода вышли два поезда — «Севастополец» и «Орджоникидзевец», а последним — «Железняков». Михаил Федорович Харченко командовал легендарным бронепоездом «Железняков» с декабря 1941 года. Он последний, третий, после выпускника Севастопольского ВМУ БО ВМФ имени ЛКСМУ капитана Г. А. Саакяна и старшего лейтенанта Чайковского, командир бронепоезда.
С 7 ноября 1941 года по июнь 1942 года бронепоезд произвел более 140 боевых выходов. 26 июня 1942 года во время третьего штурма Севастополя 50 бомбардировщиков отбомбились по Троицкому тоннелю, где укрывался бронепоезд. Завалило вторую броневую платформу, но второй выход из тоннеля оставался свободным. Паровоз с уцелевшей бронеплощадкой вышел и вновь открыл огонь по врагу. В тот день бронепоезд провёл ещё три артналета, выпустив более четырёхсот снарядов и мин. 27 июня 1942 года, когда бронепоезд укрылся от вражеского артналета, взрывом был обрушен второй выход из Троицкого тоннеля. Он оказался закупорен с обеих сторон. Бойцы, сняв уцелевшее лёгкое вооружение, заняли рубеж обороны у площадки Севастопольской ГРЭС.

Дальнейшая судьба командира бронепоезда М. Ф. Харченко долгие годы оставалась неясной. В донесении о безвозвратных потерях он числился убитым с 3.11.1942 года. 
Мемориальный историко-технический комплекс «Паровоз бронепоезда "Железняков"» в Севастополе

### Установление места и обстоятельств гибели
В июне 2009 года при строительных работах в районе 35-й батареи был найден орден Красного Знамени. Читался его номер −10040. Поиск в Центральном архиве Министерства обороны в Подольске и в Российском государственном военном архиве результатов не дал. Данные по таким ранним награждениям были переданы в Государственный архив Российской Федерации. Его сотрудница Грановская Галина Михайловна смогла определить имя награжденного. После обнаружения ордена сомнений более не осталось — командир бронепоезда «Железняков» оставался на мысе Херсонес в числе последних защитников Севастополя и пал в бою 3 июля 1942 года вблизи казематов 35-й батареи.
Место захоронения: Севастополь, бухта Казачья, Аллея защитников 35 батареи, МИМК 35 ББ, Некрополь, ниша 2. Перезахоронен 20 октября 2010 года.

## Память
- В память М. Ф. Харченко в Севастополе названа улица. Эта небольшая улица расположена в Нахимовском районе неподалеку от железнодорожного вокзала. Она появилась в XIX веке и называлась Огородной. С 1961 года улице присвоили имя героя — Михаила Федоровича Харченко[2].
- Экипажу бронепоезда «Железняков» в Севастополе установлен памятник. Ныне это  Объект культурного наследия народов РФ регионального значения. Рег. № 921710829940005 (ЕГРОКН)